# Ornithogalum fimbrimarginatum
Ornithogalum fimbrimarginatum är en sparrisväxtart som beskrevs av Frances Margaret Leighton. Ornithogalum fimbrimarginatum ingår i släktet stjärnlökar, och familjen sparrisväxter. Inga underarter finns listade i Catalogue of Life.